# Principio de composicionalidad
En semántica y filosofía del lenguaje, el principio de composicionalidad, o principio de composicionalidad del significado, es un principio según el cual el significado de las expresiones complejas está completamente determinado por su estructura y el significado de sus expresiones componentes. El principio se encuentra prefigurado en la obra del lógico Gottlob Frege, y el primero en formularlo explícitamente, en sus dos versiones más conocidas, fue Rudolf Carnap.

## Introducción
Para ilustrar el principio, considérese la siguiente oración:
Abelardo ama a Eloísa.
Si el principio es cierto, entonces con cambiar uno o más de los componentes de la oración, su significado también debería cambiar:
Abelardo odia a Eloísa.
Abelardo ama a Tomás.
Evidentemente, el significado cambia. Pero si el principio fuera cierto, entonces si se mantienen los componentes, pero se cambia la estructura de la oración, el significado también debería cambiar:
Eloísa ama a Abelardo.
Otra vez, el significado cambia.

## Formulaciones
Matemáticamente, el principio puede entenderse como la idea de que el significado de una expresión compleja es una función del significado de sus componentes y su modo de ordenación sintáctica. Otra formulación alternativa es la que dice que la sustitución de términos con el mismo significado no debe alterar elsginificado de la expresión compleja en la que se encuentran insertos. En ambos casos, la composicionalidad es una propiedad de una semántica respecto a una sintaxis.
Formalmente, una sintaxis puede entenderse como un álgebra parcial E = <E, P, Σ>, donde E es el conjunto de expresiones, P el conjunto de expresiones primitivas y Σ un conjunto de operaciones tales que E es generado a partir de P mediante Σ (intuitivamente, Σ puede entenderse como el conjunto de reglas gramaticales; por simplicidad, puede asumirse los miembros de E son formas lógicas desambiguadas). Una semántica, a su vez, puede entenderse como una función μ: E→M que vincula cada expresión gramatical con su significado. Las formulaciones funcional y sustitucional del principio de composicionalidad pueden darse como sigue:
- Principio de composicionalidad (versión funcional): μ es composicional si y solo si para cualquier σ ∈ Σ hay una función rσ tal que, si μ(σ(a1 ... an)) ∈ M, entonces μ(σ(a1 ... an)) = rσ(μ(a1) ... (μ(an))
- Principio de composicionalidad (versión sustitucional): μ es composicional si y solo si para cualesquiera términos con significado σ(a1 ... an) ∈ E y σ(b1 ... bn) ∈ E, si μ(a1) = μ(b1) ... μ(an) = μ(bn), entonces μ(σ(a1 ... an)) = μ(σ(b1 ... bn))

## Críticas
Quienes ponen en duda el principio de composicionalidad señalan que en ocasiones, el significado de una expresión compleja puede variar según las intenciones del hablante y el contexto. Por ejemplo, la oración "Abelardo ama a Eloísa" puede significar algo distinto si el hablante está siendo irónico. Los defensores del principio pueden responder que estas son cuestiones de pragmática, y que el principio es un principio semántico. Aunque es debatible si los lenguajes naturales cumplen con el principio de composicionalidad, muchos lenguajes formales se diseñan para que cumplan con el principio.
En el ámbito de la inteligencia artificial, el principio de composicionalidad también está ganando relevancia, especialmente en el desarrollo de modelos de meta-aprendizaje. Estos modelos buscan comprender cómo se pueden combinar diferentes componentes o módulos para generar nuevas capacidades o adaptarse a tareas específicas. Este enfoque, conocido como Meta-aprendizaje y Composicionalidad (MLC), tiene aplicaciones prácticas en el mundo de los negocios, desde la automatización hasta la toma de decisiones estratégicas.